# 9384 Aransio
9384 Aransio è un asteroide della fascia principale. Scoperto nel 1993, presenta un'orbita caratterizzata da un semiasse maggiore pari a 3,1532714 UA e da un'eccentricità di 0,1027208, inclinata di 3,31569° rispetto all'eclittica.